# Tiutinen
Tiutinen  est une île et un quartier de la ville de Kotka dans le golfe de Finlande.

## Présentation
Tiutinen est située à 550 mètres à l'est de Kotkansaari. 
Tiutinen a 374 habitants (31 décembre 2011).
De nos jours Tiutinen est reliée à l’île de Halla. 
Par voie terrestre Kotkansaari est à environ 16 km et Karhula à 6 km.
L'île de Tiutinen est une zone maritime de petites maisons, une combinaison des ruelles étroites d'un village de pêcheurs. 
La partie sud de l'île est plus densément peuplée depuis le début du XXe siècle.